# Aleksander (Karpin)
Aleksander, nazwisko świeckie Aleksandr Pietrowicz Karpin (ur. 24 września 1883 w Suojarwi, zm. 13 października 1969 w Helsinkach) – fiński biskup prawosławny pochodzenia karelskiego.

## Życiorys
Był z pochodzenia Karelem, synem kapłana prawosławnego Piotra Karpina. Ukończył seminarium duchowne w Petersburgu, następnie podjął studia na Petersburskiej Akademii Duchownej, ale ich nie ukończył. W 1911, jako mężczyzna żonaty, został wyświęcony najpierw na diakona, a następnie na kapłana. Przez kolejne dwadzieścia cztery lata był proboszczem parafii św. Anny w Suojarwi, służąc początkowo w jurysdykcji Rosyjskiego Kościoła Prawosławnego, zaś w okresie międzywojennym – w autonomicznym Fińskim Kościele Prawosławnym. Od 1914 do 1935 był dziekanem. W 1930 zasiadał w sądzie kanonicznym Fińskiego Kościoła Prawosławnego, zaś od 1933 do 1934 był wykładowcą teologii dogmatycznej w seminarium duchownym w Sortawale.
W 1935, gdy był już wdowcem, został wyświęcony na biskupa wyborskiego, wikariusza archieparchii karelskiej. Pięć lat później, gdy zarząd eparchii został przeniesiony do Helsinek, przyjął tytuł biskupa helsińskiego.
Brał udział w rozmowach między Fińskim Kościołem Prawosławnym a Cerkwią Rosyjską po II wojnie światowej, mających na celu normalizację wzajemnych stosunków zerwanych w 1923, zakończone w 1957 przywróceniem wzajemnych kontaktów. W latach 60. XX wieku zaczął publikować swoje kazania i rozważania na tematy teologiczne. Zmarł w 1969 i został pochowany na cmentarzu prawosławnym w Helsinkach.